# Familieraad
Familieraad is een populair spelprogramma uit de beginjaren van de Vlaamse commerciële televisiezender VTM. De rode draad door de spelrondes heen bestaat uit het raden wat de meest voorkomende antwoorden zijn op vragen over allerdaagse dingen. Bijvoorbeeld: "We vroegen aan 100 Vlamingen: wat kunnen vrouwen beter dan mannen?". Het programma was gebaseerd op de Amerikaanse tv-quiz Family Feud. De Nederlandse versie heette 5 tegen 5.
In de oorspronkelijke versie, tussen 1990 en 1994 gepresenteerd door Koen Wauters, namen iedere aflevering twee teams van telkens vijf familieleden het tegen elkaar op. De quiz keerde terug in de winter van 2005 met Jo De Poorter als presentator. Voortaan bestonden de teams uit telkens een bekende Vlaming en drie van zijn/haar familieleden. In de zomer van 2006 kwam De Poorter met een zevende jaargang.
Ter gelegenheid van de 25ste verjaardag van zender VTM werd het programma in 2014 weer uit het stof gehaald. Oorspronkelijk werd Sean Dhondt aangekondigd als presentator, maar uiteindelijk ging die rol naar Chris Van den Durpel. In deze achtste editie bestaan de teams niet meer uit bloedverwanten, maar uit (voormalige) VTM-schermgezichten die een gezamenlijke band hebben gehad in de vorm van hun werk of programma. Tussen de spelrondes door zorgen diverse typetjes van Van den Durpel (waaronder Kamiel Spiessens, Snelle Eddy en Sylvain Van Genechten) voor bijkomende interacties. Seizoen 8 bestond uit 40 afleveringen, die uitgezonden werden tussen 30 juni 2014 en 22 augustus 2014.